# 查塔姆鎮區 (新澤西州)
查塔姆鎮區（英語：Chatham Township）是位於美國新澤西州摩里斯縣的一個鎮區。

## 地方資料
查塔姆鎮區的面積為24.22平方千米，當中陸地面積為23.51平方千米，而水域面積為0.70平方千米。根據2020年美國人口普查的數據，當地共有人口10983人，而人口密度為每平方千米453.47人。